# 第三次イゾンツォの戦い
第三次イゾンツォの戦い（イタリア語：Terza battaglia dell'Isonzo, ドイツ語：Dritte Isonzoschlacht）は、第一次世界大戦中のイタリア戦線で1915年10月18日から11月3日にかけて、イタリア王国とオーストリア＝ハンガリー帝国の間で戦われた会戦である。

## 戦闘前
第一次イゾンツォの戦いと第二次イゾンツォの戦いで山岳地帯に阻まれて苦戦する中、2ヵ月半の兵力補給の間にルイージ・カドルナ大将は、1,200門もの大砲を掻き集めて不利を是正しようとした。3度目の攻勢でカドルナは伊墺国境の要衝ゴリツィアを占領することを望んでいた。しかし2度にわたる大攻勢の不調は、カドルナの単調な指揮（軍を均衡に並べての平押し）による漠然とした全面攻撃にも要因があった。
オーストリアのスヴェトザル・ボロイェヴィッチ将軍らは、戦力を1箇所に集めることで対応した。

## 戦闘
大規模な砲撃援護の成果で、イタリア陸軍はカナル市近郊の町でバインジッツァ高地の南端に位置するPlaveとクラス地方のサンミシェル山の頂上を占領、ゴリツィア守備隊に脅威を与えた。サン＝ミシェル山の台地はスヴェトザル・ボロイェヴィッチ将軍のオーストリア軍（バルカン戦線と東部戦線からの増援を得ていた）とエマヌエーレ・フィリベルト公のイタリア第3軍による激しい山岳戦が展開された。両軍は多くの戦死傷者に苦しめられた。
ボロイェヴィッチ将軍の命令でオーストリア軍は堅実な防戦に徹し、多くの損害を出しながらもイタリア第3軍により多くの死者を強いながら、陣地を守り通す事に成功した。限られた範囲での戦いではあったが、ボロイェヴィッチは指揮官としての自らの優秀さを示せた。もっともそれは、2週間後にイタリア陸軍の新たな攻勢（第四次イゾンツォの戦い）が始まるまでのことだった。

## 他の戦闘
- 第一次イゾンツォの戦い - 1915年6月23日 - 7月7日
- 第二次イゾンツォの戦い - 1915年7月18日 - 8月3日
- 第四次イゾンツォの戦い - 1915年11月10日 - 12月2日
- 第五次イゾンツォの戦い - 1916年3月9日 - 3月17日
- 第六次イゾンツォの戦い - 1916年8月6日 - 8月17日
- 第七次イゾンツォの戦い - 1916年9月14日 - 9月17日
- 第八次イゾンツォの戦い - 1916年10月10日 - 10月12日
- 第九次イゾンツォの戦い - 1916年11月1日 - 11月4日
- 第十次イゾンツォの戦い - 1917年3月12日 - 6月8日
- 第十一次イゾンツォの戦い - 1917年8月19日 - 9月12日
- カポレットの戦い - 1917年10月24日 - 11月9日（第一二次イゾンツォの戦いとも言う）

## 資料
- Bauer, E., 1985: Der Lowe vom Isonzo, Feldmarschall Svetozar Boroevi? de Bojna. Aufl. Styria. Graz
- Boroevi?, S., 1923: O vojni proti Italiji (prevod iz nem?kega jezika). Ljubljana
- Comando supremo R.E. Italiano, 1916: Addestramento della fanteria al combattimento. Roma. Tipografia del Senato
- Retrieved from "Third Battle of the Isonzo"

## 引用
1. ↑  FirstWorldWar.Com: The Battles of the Isonzo, 1915-17
2. ↑  WorldWar1.com: Isonzo 1915